# 암설토
암설토(岩屑土, lithosol), 암쇄토(岩碎土)는 영구적인 풍화 광물(예: 철광석)이 없는, 가파른 경사나 모생물(parent material) 중 하나로 인해 수평 발달이 부재한 엔티졸로 정의된다. FAO 토양 분류에서 "뼈만남은 토양"(skeletal soil)이라고도 부른다. 일반적으로 암설토는 상당히 얕은 토양이다. USDA 토양 분류에서는 미풍화토양(orthent)으로 부른다.
대부분의 암설토는 매우 가파른, 산맥 지역에서 발견되며 여기서 침식 가능한 물질이 침식에 의해 빠르게 제거된다.

## 같이 보기
- 토양분류

## 참고 문헌
- New Zealand Journal of Science
- Fundamentals of Soils By John Gerrard